# 市川宗貞
市川 宗貞（いちかわ むねさだ、1909年（明治42年）5月22日 - 2000年（平成12年）6月11日）は、昭和から平成時代初期の政治家・実業家。埼玉県飯能市長。

## 経歴
埼玉県入間郡飯能町（現飯能市）出身。1927年（昭和2年）埼玉県立川越中学校卒業。1943年（昭和18年）飯能町会議員を経て、1951年（昭和26年）埼玉県議会議員に当選する。1962年（昭和37年）3月28日に同副議長、同年10月8日に同議長と歴任し、1965年（昭和40年）4月から飯能市長を6期24年務めた。

### 社長・理事長
- 飯能信用金庫理事長[9][2]
- 丸広百貨店社長[1]
- 飯能観光バス社長[1]
- 埼玉県森林組合連合会会長[10]

## 栄典
勲章等
- 1971年（昭和46年） - 藍綬褒章[3]
- 1990年（平成2年） - 勲三等瑞宝章[3]